# Naszonov-feromon

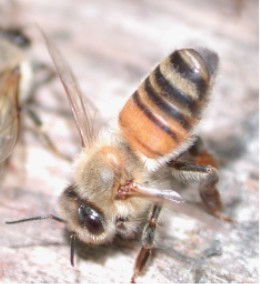
„Ventiláló” méh a Naszonov-mirigyét mutatja (fehér csík a potroh csúcsán), és feromon bocsát ki, hogy a rajt egy üres kaptárba irányítsa

A Naszonov-feromont a dolgozók bocsátják ki, hogy azokat a méheket, amelyek nem találnak vissza a családjukhoz, visszatereljék a kaptárakba. Ezen illatanyag terjesztéséhez a méhek megemelik potrohukat, amely Naszonov-feromont tartalmaz, és szárnyukkal élénken legyezni kezdenek. Ezt gyakran a kaptár bejáratánál teszik. Amikor a rajzó méhek elkezdenek csoportosulni, akkor a korán érkező méhek „illatventilációt” alkalmaznak a többiekkel szemben.
Ezzel a feromonnal jelölik meg a nektárt tartalmazó virágokat is a többi méh számára.
A feromon hét terpenoid-komponensből áll: nerál, geraniál (a kettőt együtt lásd citrál), nerol, geraniol, geránsav B, geránsav  és (transz,transz)-farnezol.
A szintetikusan előállított Naszonov-feromonok a rajokat az üres kaptárak, illetve a rajbefogó ládák felé irányítják. A szintetikus feromon 2 : 1 arányban tartalmaz citrált és geraniolt.

## Fordítás
Ez a szócikk részben vagy egészben  a   Nasonov pheromone című angol Wikipédia-szócikk fordításán alapul.  Az eredeti cikk szerkesztőit annak laptörténete sorolja fel. Ez a jelzés csupán a megfogalmazás eredetét és a szerzői jogokat jelzi, nem szolgál a cikkben szereplő információk forrásmegjelöléseként.